# Мінські мови
Мінські мови (мінь; кит. 閩方言: Mǐn fāngyán; POJ: Bân hong-giân; BUC: Mìng huŏng-ngiòng) — група наріч у складі сино-тибетської мовної родини або діалект китайської мови, яким розмовляє приблизно 60 млн людей, здебільшого в провінції Фуцзянь Китайської Народної Республіки, на Тайвані та в інших краях, куди порозкидало китайців життя. Одним із популярних діалектів мови мінь є гоккієн. Мінь має багато архаїчних рис, що збереглися від стародавньої та середньої китайської мови.

## Термінологія

Поширення мінських мов за Мовним атласом Китаю:
Шаоцзянь
Міньбей
Міньчжунь
Міньдунь
Пусянь
Гоккієн
Лейчжоухуа
Хайнанська мова

| Шаоцзянь Міньбей Міньчжунь | Міньдунь Пусянь Гоккієн | Лейчжоу Хайнанська мова |

- Мінь — стародавня самоназва провінції Фуцзянь, яке використовують іноді й сьогодні.
- Гок-К'єнь (Hokkien, Hokkienese, Fukien, Fuchien) — назва провінції Фуцзянь південномінською. В принципі синонімічно поняттю мінь, але частіше використовуються лише по відношенню південномінських діалектів, особливо за межами Китаю, наприклад в Південно-Східній Азії.
- Гокло (Hō-ló-oē, Hoklo) — назва південномінської мови і особливо етнічної групи, яка на ній говорить, особливо на Тайвані. У широкому сенсі використовується як еквівалент назви тайванці.

## Склад
У більш широкому (швидше географічному) сенсі всі мінські мови діляться на дві групи: південну (власне гоккієн, хайнань, пусянь) та північну (решта).
Південномінська мова включає тайванське наріччя, яке займає одне з перших місць за кількістю носіїв серед мінських ідіом.

|  | \| \| Міньбей[en] \| \| \| \| \| \| Шаоцзянь[en] \| \| \| \| |
|  |                                                              |
|  | Міньдунь                                                     |
|  |                                                              |
|  | Міньчжунь                                                    |
|  |                                                              |
|  | Пусянь                                                       |
|  |                                                              |
|  | Міньбей                                                      |
|  |                                                              |
|  | Шаоцзянь                                                     |
|  |                                                              |

|  | Міньбей  |
|  |          |
|  | Шаоцзянь |
|  |          |

|  | Сямень             |
|  |                    |
|  | Гокло (тайванська) |
|  |                    |

|  | Лейчжоу         |
|  |                 |
|  | Хайнанська мова |
|  |                 |

|  | Сямень             |
|  |                    |
|  | Гокло (тайванська) |
|  |                    |

|  | Лейчжоу         |
|  |                 |
|  | Хайнанська мова |
|  |                 |

|  | \| \| Міньбей[en] \| \| \| \| \| \| Шаоцзянь[en] \| \| \| \| |
|  |                                                              |
|  | Міньдунь                                                     |
|  |                                                              |
|  | Міньчжунь                                                    |
|  |                                                              |
|  | Пусянь                                                       |
|  |                                                              |
|  | Міньбей                                                      |
|  |                                                              |
|  | Шаоцзянь                                                     |
|  |                                                              |

|  | Міньбей  |
|  |          |
|  | Шаоцзянь |
|  |          |

|  | Сямень             |
|  |                    |
|  | Гокло (тайванська) |
|  |                    |

|  | Лейчжоу         |
|  |                 |
|  | Хайнанська мова |
|  |                 |

|  | Сямень             |
|  |                    |
|  | Гокло (тайванська) |
|  |                    |

|  | Лейчжоу         |
|  |                 |
|  | Хайнанська мова |
|  |                 |